# 窯變釉

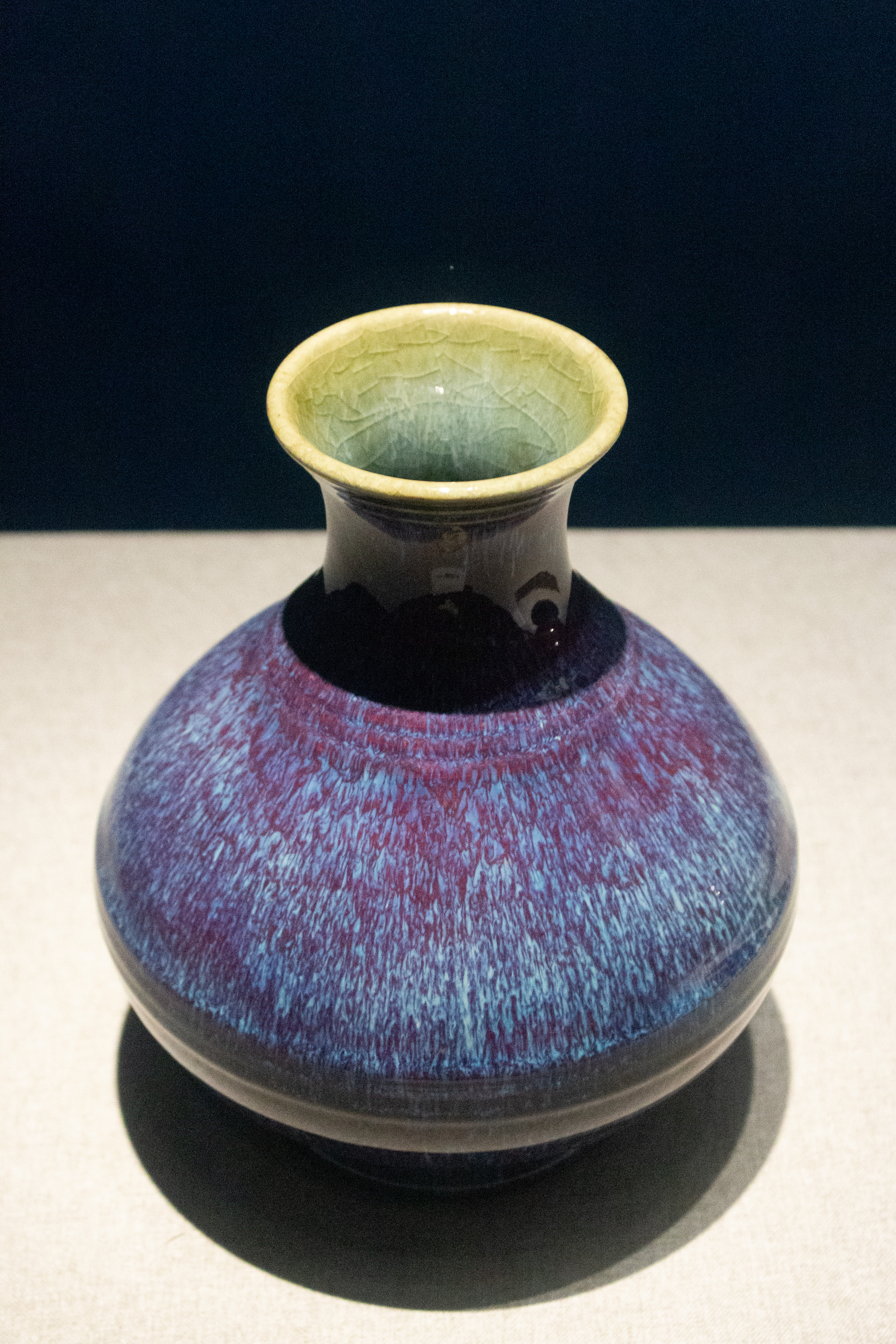
雍正款窑变釉弦纹撇口瓶

窯變釉一般是指清代仿宋鈞窯那種紅釉地帶紫色乳白泛藍的釉色。窯變釉的原意是釉藥在窯裡燒成後變化成無法預測的顏色，在宋鈞窯看到燒成的紫紅釉色是現代統稱窯變釉的始祖，現在河南也有燒製相同的仿宋鈞窯紫紅色釉產品。清代在景德鎮仿製的窯變釉是先上一層鈞紅釉再用手工塗上一層月白釉，這純是手工作成與原來宋鈞窯的窯變釉效果不盡相同。